# Fogatge de 1497
El fogatge de 1497 fou un cens (fogatge) realitzat l'any 1497 al Principat de Catalunya.
El fogatge de 1497 fou ordenat per les Corts de Tortosa realitzades el 1495/1496. L'objectiu d'aquest fogatjament fou el de sufragar el rei Ferran II el Catòlic amb motiu de la guerra contra França.
Aquest fogatge s'ordenà per vegueries i s'hi inclogué la població musulmana que residia al Principat i que es trobava situada entre divuit poblacions ubicades a les parts inferiors dels rius Ebre i Segre.
El recompte final d'aquest fogatge mostra en xifres la forta davallada de població catalana respecte a anteriors fogatges del segle xiv. Aquesta davallada segurament és degué a la pesta negra i de la guerra civil catalana entre el rei Joan II i la Generalitat de Catalunya.